# Oncidium storkii
Oncidium storkii är en orkidéart som beskrevs av Oakes Ames och Charles Schweinfurth. Oncidium storkii ingår i släktet Oncidium och familjen orkidéer. Inga underarter finns listade i Catalogue of Life.